# Elaphoglossum randii
Espèce
Statut de conservation UICN

 CR  : 
En danger critique
Elaphoglossum randii est une espèce de fougère de la famille des lomariopsidacées. Elle est endémique des îles subantarctiques de l'océan Indien : îles Marion et du Prince-Edouard, îles Kerguelen.
En 2024, selon la Liste rouge des espèces menacées en France – Flore vasculaire des îles Kerguelen, UICN, l'espèce est classée « En danger critique ».